# Kownaty-Borowe
Kownaty-Borowe – wieś sołecka w Polsce położona w województwie mazowieckim, w powiecie ciechanowskim, w gminie Ojrzeń. 
| SIMC    | Nazwa          | Rodzaj    |
| ------- | -------------- | --------- |
| 1054067 | Budy Kownackie | część wsi |

Bliskość Ciechanowa spowodowała w ostatnich latach dość znaczny rozwój wsi, np. wprowadzenie komunikacji miejskiej. W Kownatach-Borowych istnieje spółdzielnia rolnicza, z którą związana jest znaczna część wsi. Okoliczne tereny pokryte są lasami tworzącymi zadbane środowisko przyrodnicze.
W latach 1975–1998 miejscowość administracyjnie należała do województwa ciechanowskiego.